# Porsha Phillips
Porsha Phillips (Raleigh, 13 gennaio 1988) è un'ex cestista statunitense, professionista nella WNBA.
È sorella minore del giocatore di baseball Brandon Phillips.

## Carriera
È stata selezionata dalle San Antonio Silver Stars al terzo giro del Draft WNBA 2011 (30ª scelta assoluta).